# 潘如草
潘如草（1988年— ），為一越南模特兒、演员，来自金瓯省。她以模特身份参加2011年越裔环球小姐选美比赛，并因获得亚军而闻名。
潘如草曾到新加坡留学，回国后不断发展自己的模特事业，并参加2013年12月Asia's Next Top Model比赛，迅速入围该比赛的首16名最具潜力选手。比赛后，她到台湾发展模特事业，與凯渥模特公司签约。